# Ötös fogat – Kölyökzsaruk akcióban
Az Ötös fogat – Kölyökzsaruk akcióban (eredeti cím: Famous 5: On the Case) 2008-ban futott angol–francia televíziós 2D-s számítógépes animációs sorozat, amelynek alkotója Enid Blyton. Az írói Tim Maile és Douglas Tuber, a rendezője Pascal Pinon, a zeneszerzője Fabrice Aboulker szerezte. A tévéfilmsorozat a Chorion és a Marathon Animation gyártásában készült. Műfaját tekintve filmvígjáték-sorozat, akciófilm-sorozat, kalandfilmsorozat és bűnügyi filmsorozat. Az Egyesült Királyságban a Disney Channel vetítette, Franciaországban a France 3 sugározta, Magyarországon a Minimax adta.

## Ismertető
A főszereplők, Jo, Max, Dylan, Allie és egy hűséges kutya Timmy. Öten együtt egy csomó rejtélyes bűncselekményt elhárítását oldanak meg. Kalandjaik során nincsen se akciódús se humor hiány. Öten együtt vakációra indulnak, hogy kissé kikapcsolódjanak, majd új izgalomra tegyenek szert. Például vitorlázás, kempingezés és túrázás idejében. Az útjaik során, rengeteg bizarr rejtéllyel állnak szembe. Ebbe beleértve azt is, hogy a dolgok előttük egyszerűen eltűnnek. A csapat összes tagjának különleges képessége van. Ezek furcsa események, amelyek próbára is teszik mindannyiuk.

## Szereplők
- Jothi "Jo" Misra – Fekete hajú lány, a csapatban. George Kirrin lánya, belső jellemeiben fiús lány, és jobban szereti megrövidíteni a nevét egy férfiasabb alakban.
- Maxwell "Max" Kirrin – Julian Kirrinnek, 13 éves adrenalinnarkósnak a fia. Olyan hegyként élvezi a sportokat, miközben kerékpározik és gördeszkázik.
- Dylan Kirrin – Dick Kirrinnek, 11 éves rajongójának a fia. Törekvő vállalkozó, és szeret gyártmánypénzbe vezető utakat keresni.
- Alisha "Allie" Campbell – Szőke hajú lány, a csapatban. Anne Kirrin lánya, aki elköltözött Kalifornián belül University-be azután, sikere Art dealer lett. Kaliforniában született, miközben elköltözött Falcongate-be. Boldog kényszeres vásárló, arra használja a mobilját, hogy most Amerikával kapcsolatban maradjon.
- Timmy – Kutya a kölyök zsaruk csapatában, aki az ötös fogat megbízható ölebe.
- Dane és Blaine Dunston – Az ötös fogat tagjainak szomszédai.

## Magyar változat
A szinkront a Minimax megbízásából a BTI Studio készítette.
- Magyar szöveg: Novák Judit
- Gyártásvezető: Bárány Judit
- Rendezőasszisztens: Popa Krisztina, Lang András
- Szinkronrendező: Szőnyi István
- Felolvasó: Szórádi Erika

### Magyar hangok
További magyar hangok: Barabás Kiss Zoltán, Berkes Bence, Bessenyei Emma, Bodrogi Attila, Dányi Krisztián, Dudás Eszter, Élő Balázs, Galambos Péter, Galbenisz Tomasz, Harmath Imre, Katona Zoltán, Kapácsy Miklós, Kisfalusi Lehel, Laklóth Aladár, Major Melinda, Markovics Tamás, Németh Gábor, Németh Kriszta, Papucsek Vilmos, Pálfai Péter, Renácz Zoltán, Seszták Szabolcs, Stern Dániel, Tarján Péter, Tokaji Csaba, Törköly Levente, Vadász Bea, Vass Gábor

## Epizódok

### 1. évad
1. Medvecukros kalózok (The Case of the Fudgie Fry Pirates)
2. A növény, ami a házadat is felfalná (The Case of the Plant That Could Eat Your House)
3. A neveletlen és arrogáns izé (The Case of the Impolite and Snarly Thing)
4. Sztikkek és trükkök (The Case of the Sticks and Their Tricks)
5. A nagy áramtalanítás (The Case of the Plot to Pull the Plug)
6. A tolvaj, aki a vécéből iszik (The Case of the Thief Who Drinks From the Toilet)
7. Hajsza a levegőben (The Case of the Hot Air BA-BOOM!)
8. A bűz (The Case of the Stinky Smell)
9. A detektív detektív (The Case of the Defective Detective)
10. Allie tényleg rosszul énekel (The Case of Allies Really Bad Singing)
11. Középkori kiruccanás (The Case of the Medieval Meathead)
12. A tönkretett műalkotás (The Case of the Messy Mucked up Masterpiece)
13. A fickó, aki csirkévé változtatja az embereket (The Case of the Guy Who Makes You Act Like A Chicken)
14. A bűnös jeges ujjakkal (The Case of the Felon with Frosty Fingers)
15. Hamis bankók (The Case of the Bogus Banknotes)
16. 8 kar semmi ujjlenyomat (The Case of 8 Arms and no fingerprints)
17. A mindenkit elbódító virágok (The Case of the Flowers That Make Your Body Go All Wobbly)
18. A férfi, aki jól tartja magát, ahhoz képest, hogy 2000 éves (The Case of the Guy Who Looks Very Good For A 2000 Year Old)
19. A falánk palánk (The Case of the Gobbling Goop)
20. A szörfös fiú, aki nagyon hiú (The Case of the Surfer Dude Who is Truly Rude)
21. Egy kaktusz, egy sombrero, és egy cowboy kalap (The Case of the Cactus, The Coot and The Cowboy Boot)
22. A fóka, aki furcsán viselkedik (The Case of the Seal Who Gets All Up In Your Face)
23. Havazás, izzás, majrézás (The Case of the Snow, The Glow and The OH-NO!)
24. A látszat néha hal (The Case of the Fish That Flew The Coop)
25. A porig rombolt múzeum (The Case of the Smashed and Tangled Muesem)
26. Érdemrend és áfonyalé (The Case of the Golden Medal and the Horse of Steel)